# Synechodes coniophora
Synechodes coniophora – gatunek motyli z podrzędu Glossata i rodziny Brachodidae.
Gatunek ten opisany został w 1913 roku przez Afreda Jefferisa Turnera i początkowo zaliczony do Plutellidae.
Motyl o rozpiętości skrzydeł od 18 do 20 mm. Głowa i tułów ciemnoszarobrązowe z kremowymi bokami szyi i żółtopomarańczowymi patagiami. Przednie skrzydła z wierzchu ciemnoszarobrązowe z drobnymi białymi kropkami i żółtopomarańczową plamką u nasady, od spodu ciemnoszarobrązowe z żółtymi elementami. Tylne skrzydła tej samej barwy podstawowej, z wierzchu z podłużno-owalną białą plamą. Narządy rozrodcze samców o nieco ku górze zakrzywionej krawędzi walw i zaokrąglonym winkulum.
Owad ten zasiedla lasy deszczowe od australijskiego stanu Queensland po Nową Gwineę.